# Famille Dessewffy
La famille Dessewffy de Csernek et Tarkeő ([ˈdɛʒøːfi] (en hongrois : Cserneki és tarkeői Dessewffy) est ancienne famille de la noblesse hongroise.

## Histoire
Le premier ancêtre connu est Desislaus (Deziszló, Dezső) qui participe à la bataille de Mohi en avril 1241 et sauve le drapeau hongrois. Sa descendance est continue jusqu'à nos jours.
La famille s’appelait autrefois Cserneki, du nom d'un château, Csernek, qu'elle possédait dès le XIIIe siècle en Slavonie.
Une charte de 1437 mentionne János de Csernekii et son fils Desew (en latin : Desew filius Joannis de Chernek)
en possession de Csernek, dans le comté de Požega. Ses petits-enfants sont eux-mêmes appelés Desew et Desislav (Dezső) et prennent le nom de Dessewffy (Dezsőfi).
Pál Cserneki est ambassadeur du comté de Poszega au parlement de Buda en 1447.
Un István Dessewfy de Csernek (csernek Dessewffy István) est mentionné en 1476. Son fils Ferenc est comte-suprême (főispán) du comté de Požega. À ses six garçons et à ses trois filles, le roi Louis II de Hongrie fait don de douze châteaux en Slavonie et de possessions dans les comtés de Vas et de Sopron.
Une branche fit souche en France et durablement en Champagne, le nom fut alors orthographié Dessöffy.

## Membres notables
- János Dessewffy (hu) (1500-1568), grand-maître de la Cour (főudvarmester), Maître des portes, président de la Chambre de Hongrie, főispán héréditaire de Poszega en 1525. Il reçoit le droit du sang (en).
- Ferenc I Dessewffy, alispán puis főispán de Poszega (fl. 1486-1523). Père du suivant.
- László Dessewffy (†1556), capitaine du château de Buda. Père du suivant.
- János Dessewffy, grand-maître d'hôtel du roi (asztalnokmester), gouverneur de Haute-Hongrie (1558).
- comte József Dessewffy (hu) (1771-1843), avocat, écrivain, poète, parlementaire, juge royal de plusieurs comtés, membre du conseil d'administration et membre honoraire de l'Académie hongroise des sciences.

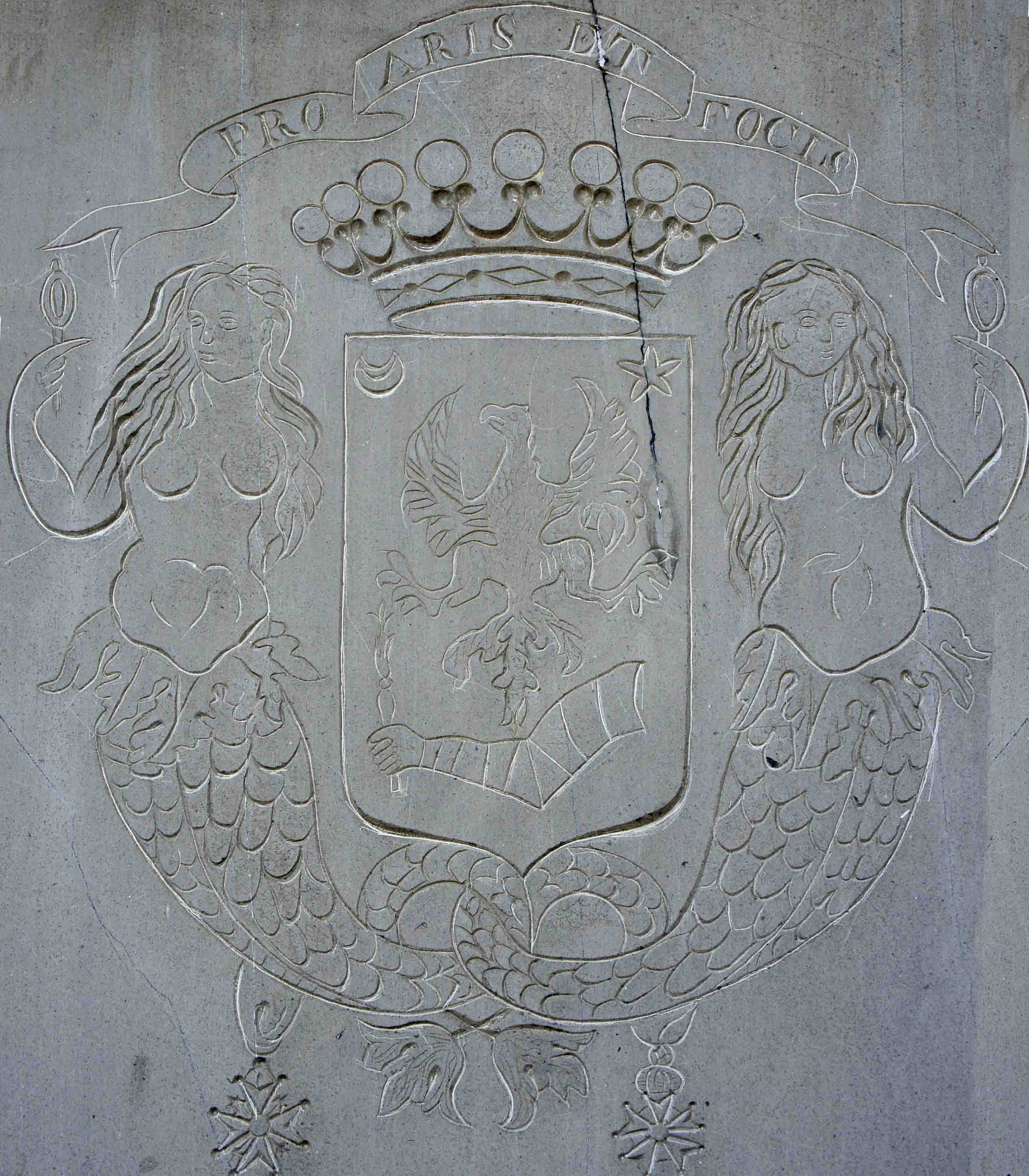
les armes de Louis César Hyacinthe.

- comte Arisztid Dessewffy (1802-1849), Major-général de la Défense, l'un des 13 martyrs d'Arad.
- comte Aurél Dessewffy (en) (1808-1842), membre de l'Académie hongroise des sciences et membre fondateur de la Société Kisfaludy (en).
- comte Marcel Dessewffy (hu) (1813-1886), avocat.
- comte Emil Dessewffy (en) (1814-1866), membre et président de l'Académie hongroise des sciences.
- comte László Dessewffy (hu) (?-1826), prêtre catholique.
- Sándor Dessewffy (hu) (1834-1907), évêque de Csanád, Makó et Maroslele.
- Henri Auguste comte de Dessöffy de Csernek, né le 31 juillet 1842 à Moncetz-Longevas, fut chef de bataillon du 111e régiment d'infanterie; servi du 13 août 1870 au 7 mars 1871 au 1er régiment de cuirassiers dans la guerre contre l'Allemagne, chevalier de la Légion d'honneur[2].
- comte Aurèle Dessewffy (en) (1846-1928), Juge de la Cour royale (judex curiae regiae), membre de l'Académie hongroise des sciences, chevalier de l'Ordre de la Toison d'or (1916).
- Árpád Dessewffy (hu) (1858-1886), officier territorial.
- Imre Dessewffy (XVIIIe-XIXe siècle), notaire.
- András Dessewffy (XIXe siècle), écrivain.
- comte Gyula Dessewffy (hu) (1909, Budapest - 2000, Brasilia), homme politique, journaliste, président de la société Ferenc Deák.

### Branche française
- comte Miklós Dessewffy, magnat de Hongrie, colonel de hussards au service du roi de France, chevalier de Saint-Louis (1718). Père du suivant.
- comte Jacques-Charles Dessöffy de Csernek, maréchal de camp de hussards, chevalier de l'Ordre militaire de Saint-Louis et de l'ordre royal de Notre-Dame du Mont-Carmel et de Saint-Lazare de Jérusalem. Père du suivant.
- comte  Charles de Dessöffy de Csernek (1784, Varennes - 1861), lieutenant de Grenadiers à cheval de la Garde impériale pendant les campagnes de Prusse et d'Espagne, chef d'escadron au 10e hussard lors de la campagne de Russie et d'Allemagne; il eut deux chevaux tué sous lui et une jambe emportée le 19 août 1813; officier de la Légion d'honneur[3]
- comte Marie Alexandre Stanislas de Dessöffy de Csernek et Tarko (1873, Perrogney-les-Fontaines - 1861), lieutenant-colonel commandant du 1er régiment de zouaves pendant la bataille des monts de Champagne en 1917, officier de la Légion d'honneur[4].
- comte Louis Ceséar Hyacinthe (1767, Bar-le-Duc - 1842, inhumé à Moncetz-Longevas), magnat de Hongrie, colonel de cavalerie française, chevaliers de l'ordre militaire de Saint-Louis et de la Légion d'honneur.
- comte Lancelot de Dessöffy de Csernek, prêtre chanoine du chapitre de la cathédrale de Toul.
- comte Philippe François de Dessöffy de Csernek, maréchal du camp des armées du Roi, chevalier de l'ordre militaire de Saint-Louis.

## Galerie

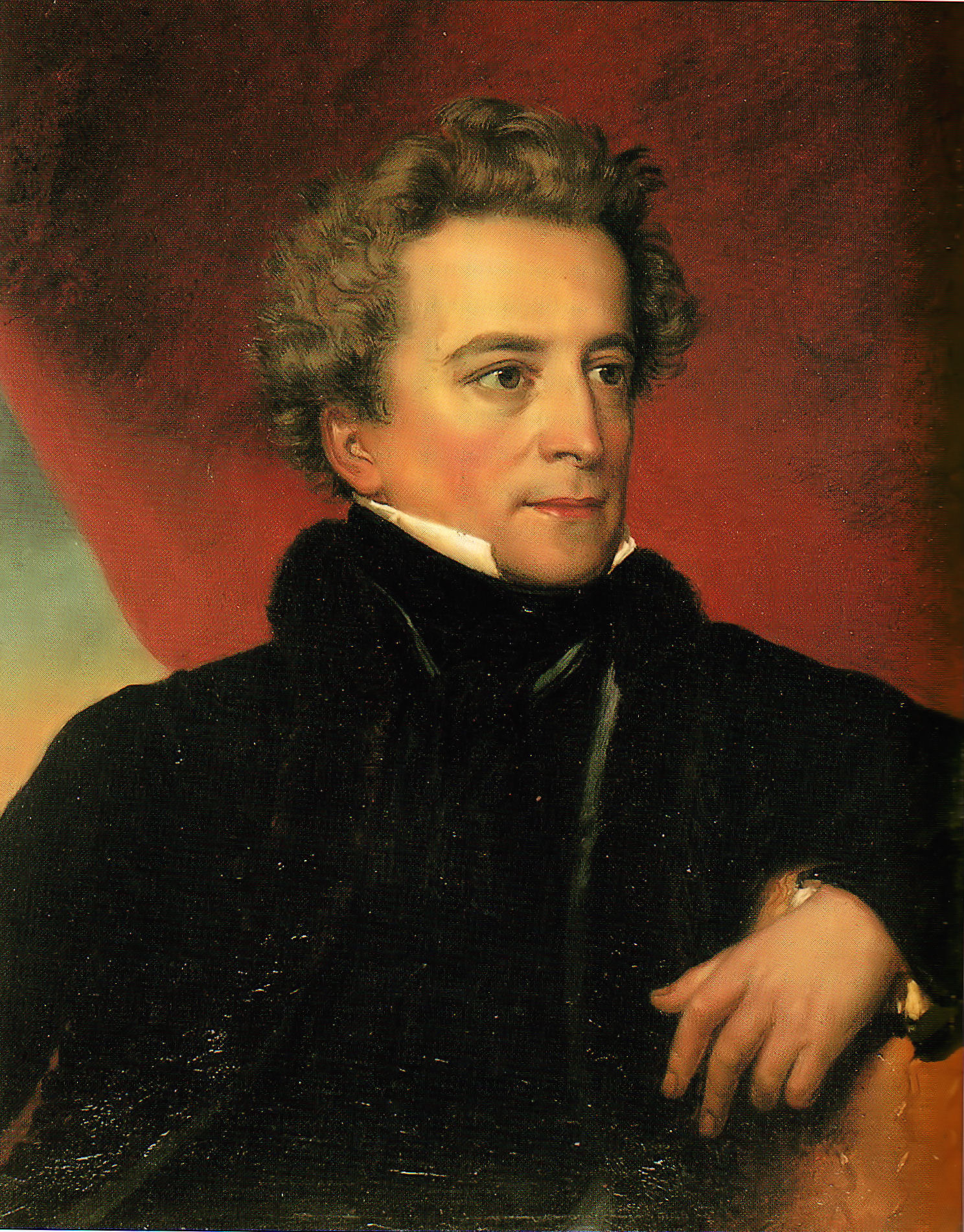
comte József Dessewffy (1771-1843), homme de lettres, académicien, député
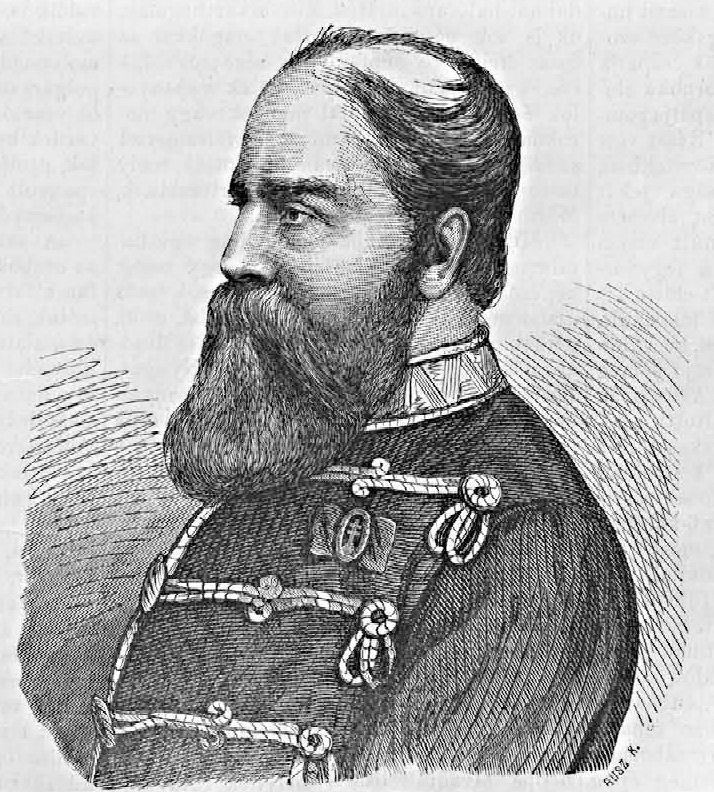
Général Arisztid Dessewffy (1802-1849)
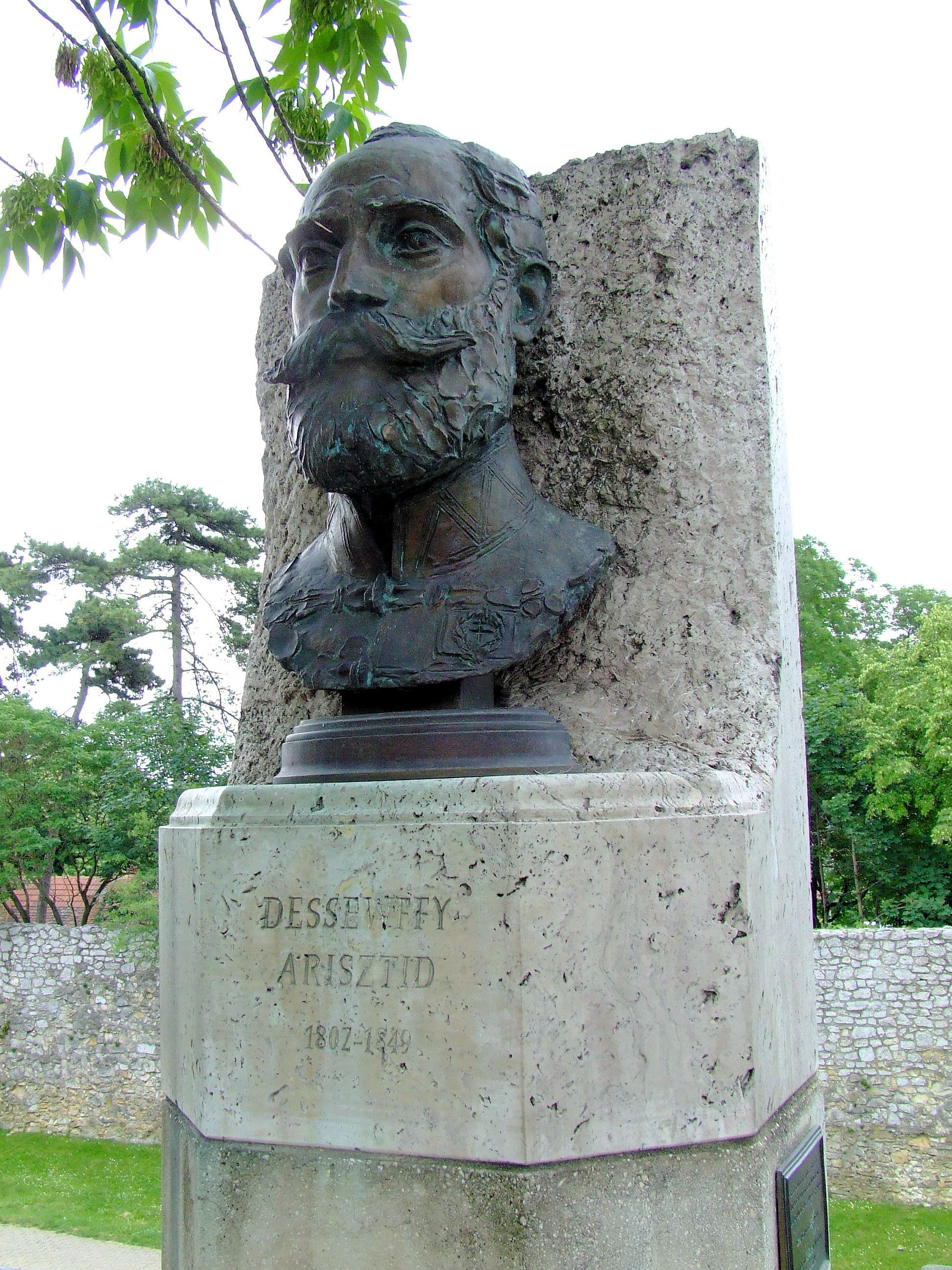
buste du général Arisztid Dessewffy à Pécs
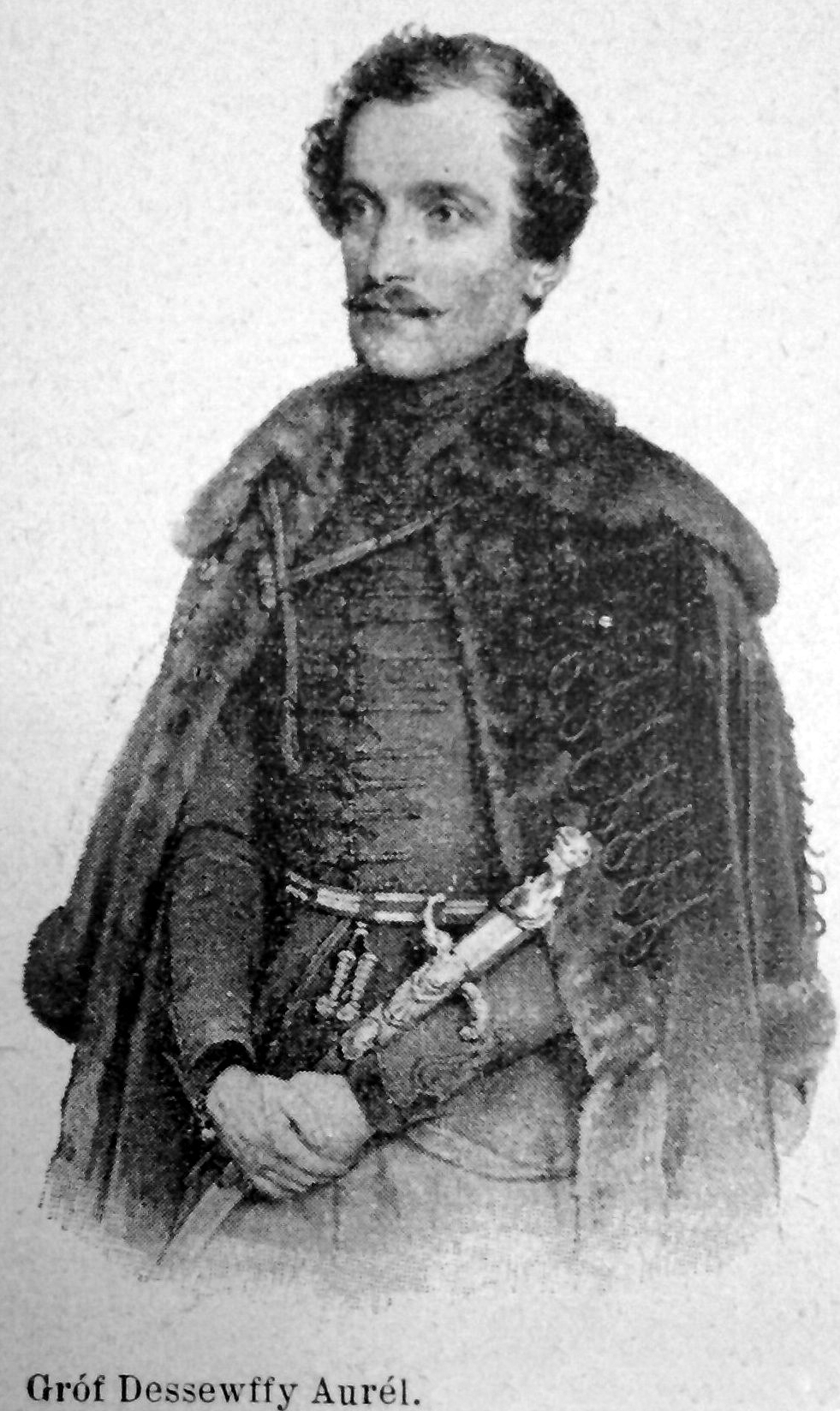
Aurèl comte Dessewffy (1808-1842), académicien
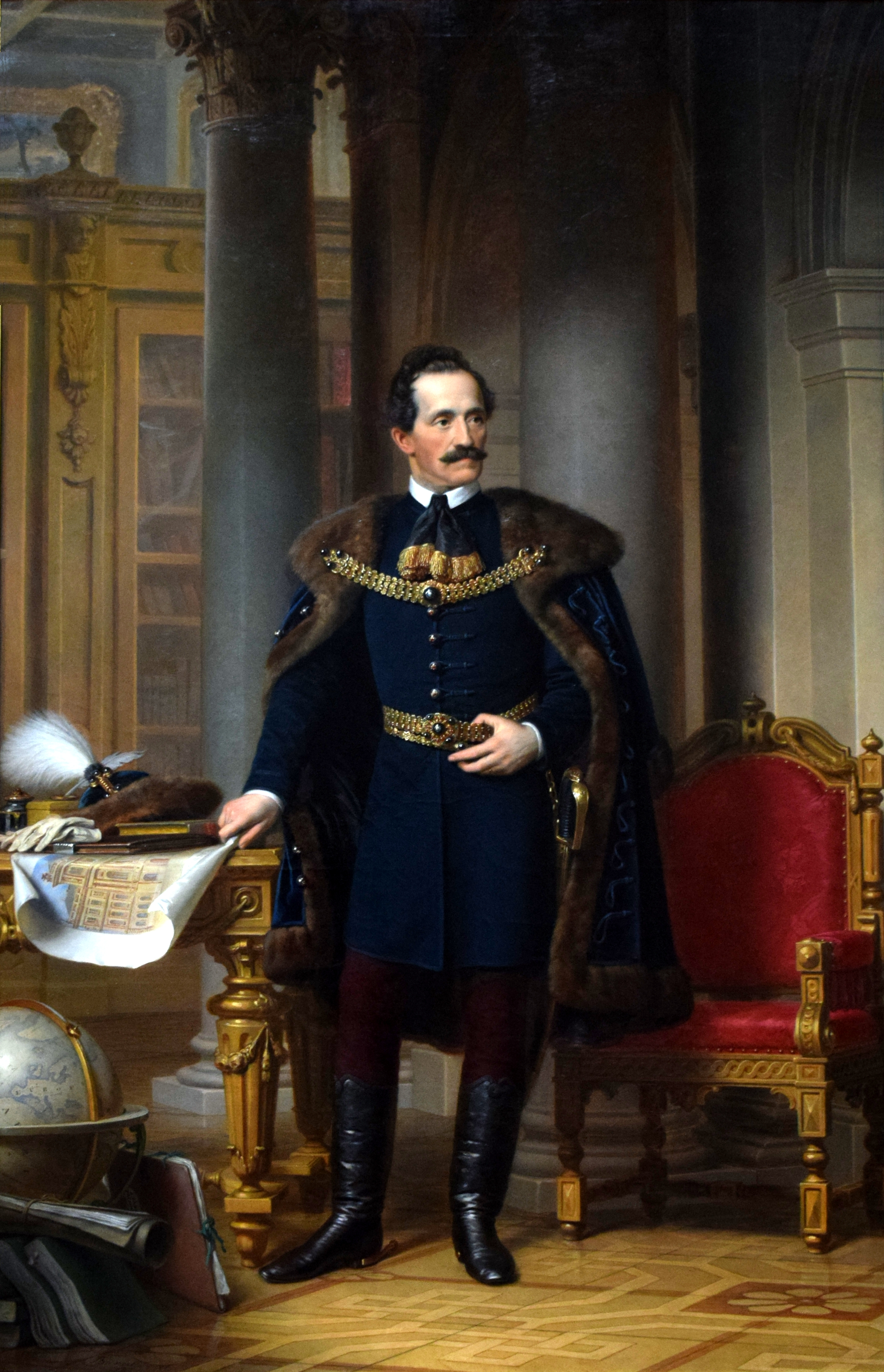
Emil comte Dessewffy (1814-1866) par Barabás
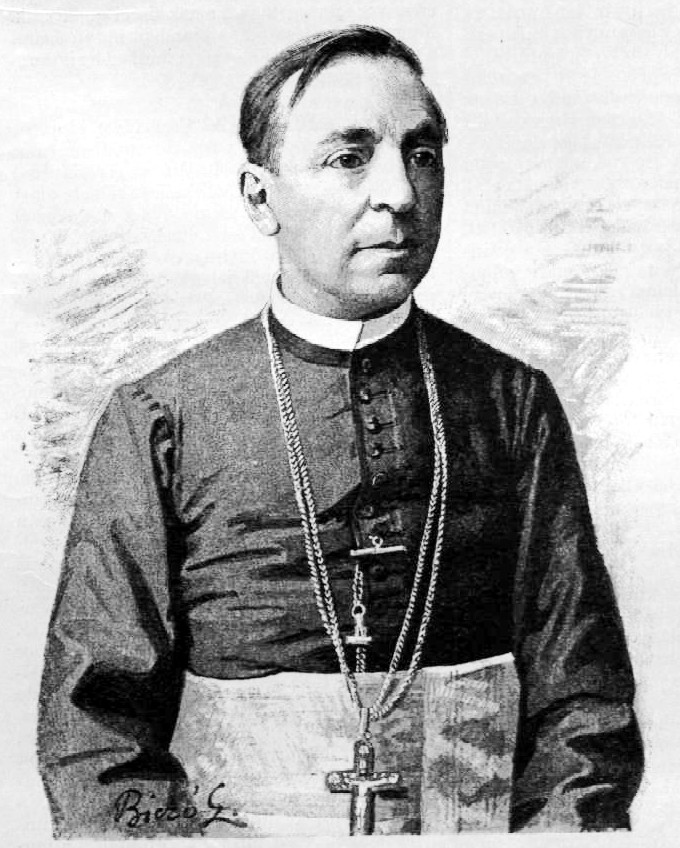
Monseigneur Dessewffy (1834-1907)
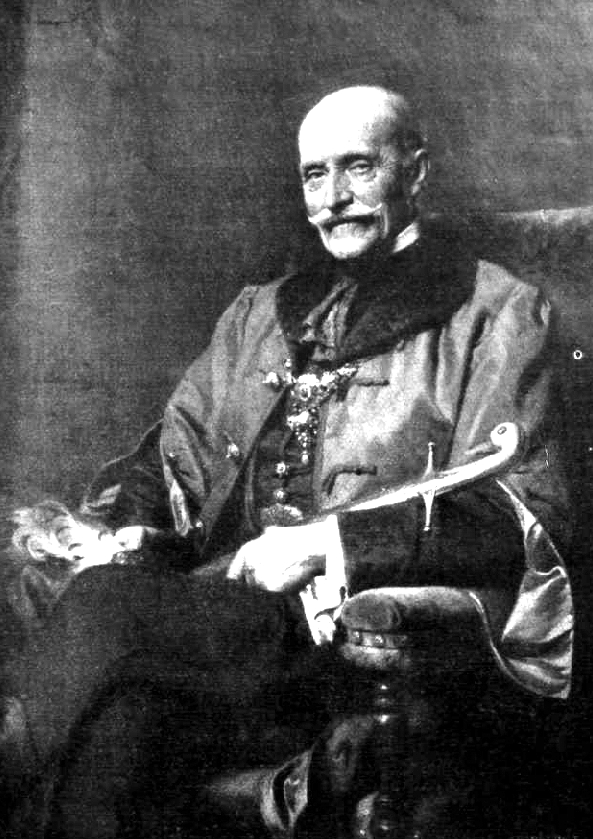
Le Juge royal, Aurèl comte Dessewffy (1846-1928), chevalier de l'Ordre de la Toison d'or
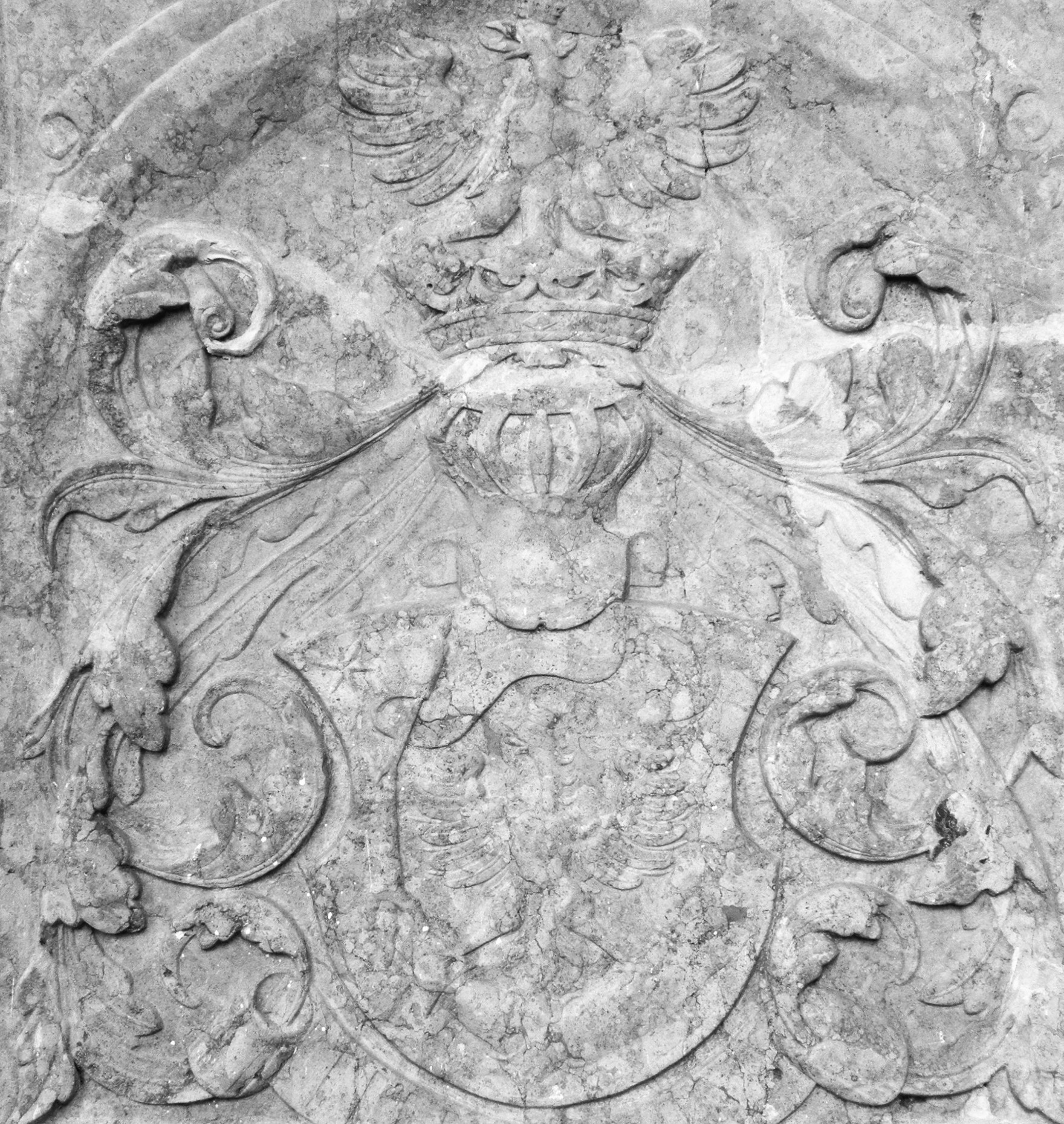
Blason de János Dessewffy, monastère franciscain de Bratislava, vers 1525
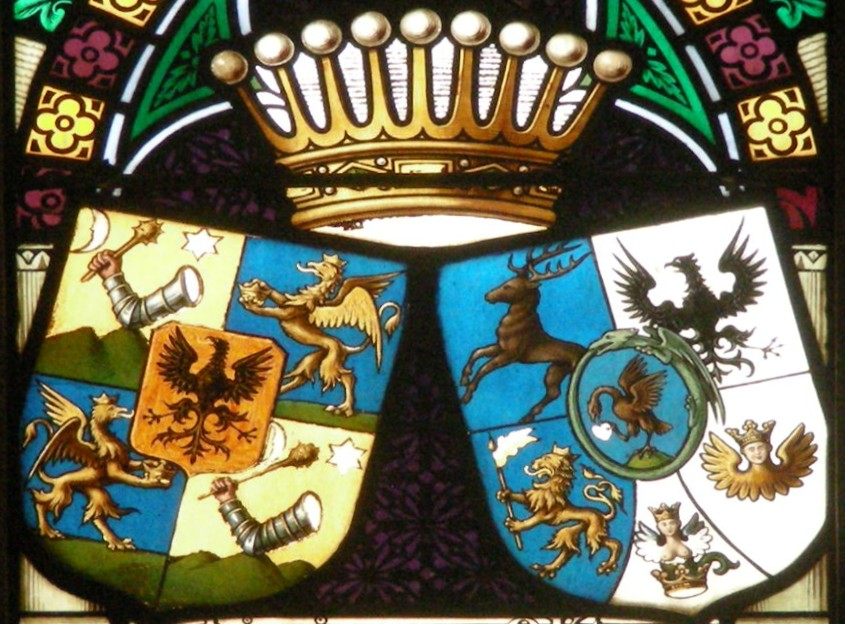
Vitrail des armes de Aurel Dessewffy et de son épouse Palma Karolyi en la Cathédrale Saint-Martin de Bratislava

## Pour approfondir